# Robert E. Margroff
Robert Ervien Margroff (geboren am 5. März 1930 im Fayette County, Iowa; gestorben am 25. Mai 2015 in La Crosse, Wisconsin) war ein amerikanischer Science-Fiction- und Fantasy-Autor.

## Leben
Margroff wurde 1930 auf der Farm seiner Eltern Ervie und Lulu, geborene Timmons, im ländlichen Iowa geboren, wo er auch den größten Teil seines Lebens Farmer war. Nach einer Ausbildung als Schriftsetzer arbeitete er für verschiedene Zeitungen, kehrte aber nach dem Tod seines Vaters auf die Farm zurück. Er bemerkte, dass seine bäuerliche Lebensweise wohl eher hinderlich als nützlich gewesen sei und er in einer Stadt oder Kleinstadt eher als Schriftsetzer etwas gefunden  oder mehr Ausbildungschancen gehabt hätte. Andererseits: „Wäre ich unzufrieden und unglücklich genug gewesen, um zu schreiben?“
Er veröffentlichte seine erste SF-Kurzgeschichte Monster Tracks 1964 in dem Magazin If. 1968 erschien der Roman The Ring, den er zusammen mit Piers Anthony schrieb, in dem Kriminelle mit einem künstlichen Gewissen in Form des titelgebenden Rings ausgestattet werden, und der auch ins Deutsche übersetzt wurde. Ab 1987 erschien eine fünfteilige Fantasy-Romanserie, ebenfalls in Zusammenarbeit mit Piers Anthony, über die Abenteuer des jungen Kelvin aus dem Königreich Rud, der einer Prophezeiung folgend sich auf die Suche nach den goldenen Drachenschuppen macht.

## Bibliografie
Adventures of Kelvin of Rud (Romanserie mit Piers Anthony)
- 1 Dragon’s Gold (1987)
- 2 Serpent’s Silver (1988)
- 3 Chimaera’s Copper (1990)
- 4 Orc’s Opal (1990)
- 5 Mouvar’s Magic (1992)
- Across the Frames (1992, Omnibusausgabe von 1–3)
- Final Magic (1992, Omnibusausgabe von 4 und 5)

Romane
- The Ring (1968, mit Piers Anthony)
  - Deutsch: Der Ring. Fischer Taschenbuch (Fischer Orbit #23), 1973, ISBN 3-436-01701-9.
- The E.S.P. Worm (1970, mit Piers Anthony)

Kurzgeschichten
- Monster Tracks (1964)
- Mandroid (1966, mit Piers Anthony und Andrew J. Offutt)
- Swordsmen of the Stars (1967, mit Andrew J. Offutt)
- Caterpillar Express (1968)
- The Book (1970, mit Andrew J. Offutt)
- The Naked and the Unashamed (1971)
- Perchance to Wake (1972)
- Tribute (1974, mit Andrew J. Offutt)